# Szalonna
Szalonna là một thị trấn thuộc hạt Borsod-Abaúj-Zemplén, Hungary. Thị trấn này có diện tích 20,08 km², dân số năm 2010 là 1011 người, mật độ 50 người/km².